# Elaine Lustig Cohen
Elaine Lustig Cohen, geboren als Elaine Firstenberg (Jersey City, 6 maart 1927 – Manhattan, 4 oktober 2016), was een Amerikaanse grafisch ontwerpster, kunstenares en archivaris. In de jaren '50 en '60 van de twintigste eeuw werd ze bekend met haar grafische werk en ontwierp ze meer dan 150 omslagen voor boeken en museumcatalogi. Haar werk speelde een significante rol in de ontwikkeling van het modernistische Amerikaanse grafisch ontwerp. 

## Levensloop
Cohen werd geboren op 6 maart 1927 in Jersey City, New Jersey. Ze was de dochter van Herman Firstenberg en Elizabeth Loeb. Haar vader was een Poolse immigrant en was werkzaam als loodgieter. Haar ouders gaven Cohen van jongs af aan mee dat zij haar passies moest volgen en stimuleerden haar om haar creativiteit te ontwikkelen.
Op vijftienjarige leeftijd bezocht Cohen de Art of This Century gallery van Peggy Guggenheim. Dit wekte haar interesse voor moderne kunst die zij haar gehele leven behield. Kort hierna startte Cohen met een kunstopleiding aan de Sophie Newcomb College van Tulane University. Vrouwen werden ontmoedigd om kunst als professie te ambiëren, dus deed Cohen daaropvolgend een lerarenopleiding aan de University of Southern California in Los Angeles. 
In de zomer van 1948 ontmoette Cohen de grafisch ontwerper Alvin Lustig bij de opening van het Modern Institute of Art in Los Angeles waar zij op dat moment werkzaam was. Cohen en Lustig huwden in december van dat jaar. Na hun huwelijk werkte Cohen een jaar lang als lerares. Ze omschreef het als een "vreselijke ervaring", omdat ze zichzelf te jong vond om 14-jarigen les te geven.
In 1950 verhuisde het koppel naar New York. Josef Albers had Lustig gevraagd een grafisch ontwerpprogramma te ontwikkelen voor Yale. Na de verhuizing werd Cohen secretaresse en was ze werkzaam op het kantoor van Lustig waar ze onder meer materialen voor interieurontwerpen onderzocht. Cohen omschreef zichzelf in deze rol als "office slave" ("kantoorslaaf").

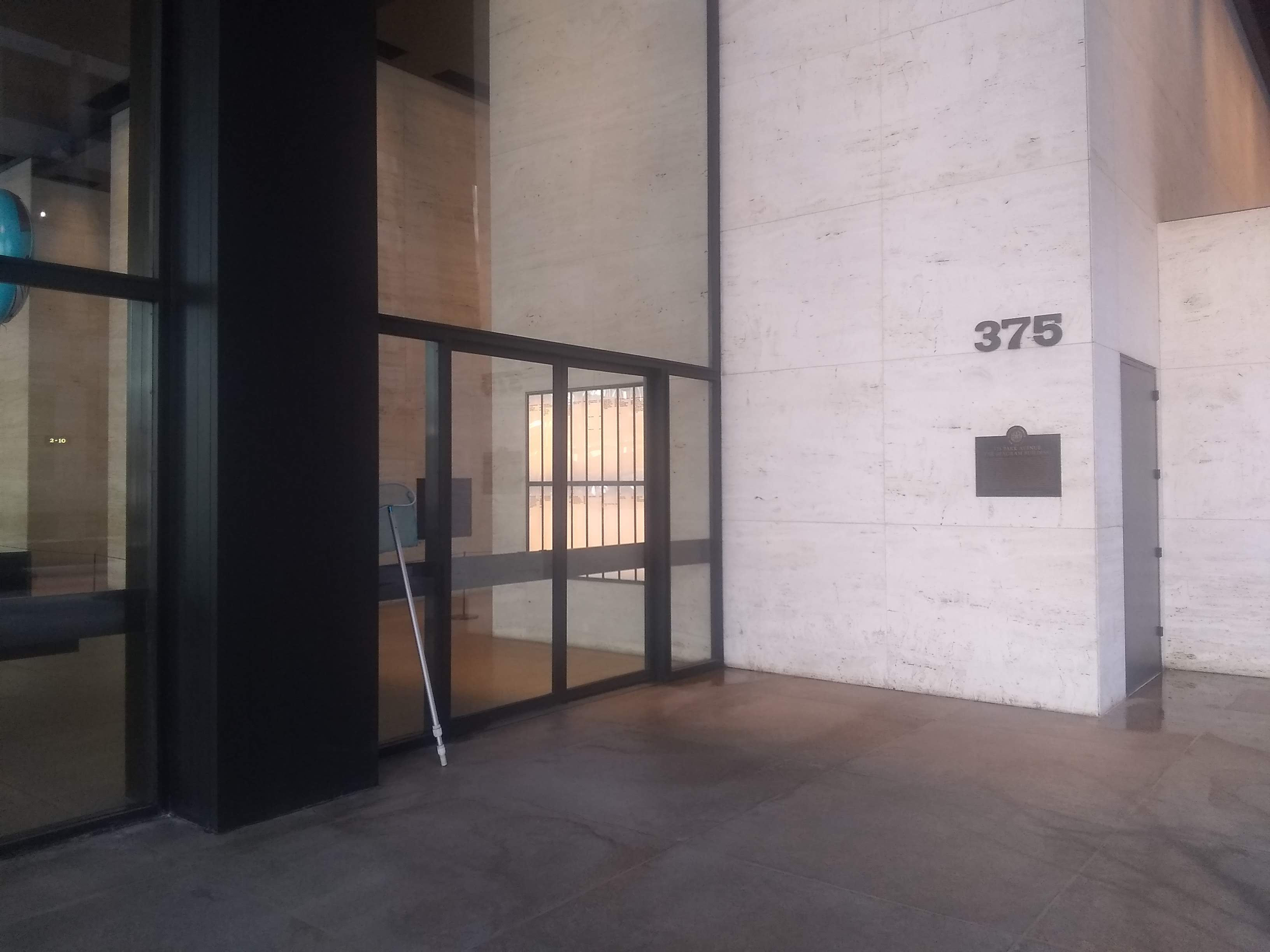
Seagram Building, het huisnummer '375' is een ontwerp van Cohen

In 1955 overleed Lustig op 40-jarige leeftijd aan complicaties ten gevolge van diabetes. Lustig had op dat moment al een geruime tijd een slechte gezondheid. Kort na zijn overlijden werd Cohen benaderd door architect Philip Johnson die informeerde naar de vorderingen van het beletteringsproject voor het Seagram Building, dat was toegewezen aan Lustig. Cohen had op dat moment nog nooit iets ontworpen, maar nam het gehele ontwerpproces op haar. Na het Seagram-project werd Cohen opnieuw gevraagd door Johnson om de ontwikkeling van advertenties en catalogi voor het Seagram-gebouw op haar te nemen. In diezelfde periode werd Cohen door Arthur A. Cohen, de oprichter van de Noonday Press en Meridian Books, gevraagd enkele boekomslagen te ontwerpen. Cohen hertrouwde in 1956 met Arthur A. Cohen. Samen kregen zij een dochter, Tamar Cohen, die ook grafisch ontwerper is.
Cohen maakte onder meer ontwerpen voor General Motors, de Federal Aviation Administration, The Jewish Museum, het Museum of Primitive Art, het Museum of Modern Art van Rio de Janeiro en de wereldtentoonstelling van 1964. In 1973 startten Cohen en haar echtgenoot antiquariaat Ex Libris. In diezelfde periode begon ze met schilderen. In 1979 was ze de eerste vrouw die solo exposeerde in de Mary Boone Gallery.
In haar werk integreerde ze onder meer elementen uit de Europese avant-garde. Aanvankelijk werkte ze in de minimalistische stijl van Lustig, maar ontwikkelde gaandeweg haar eigen signatuur. In 2012 ontving ze voor haar oeuvre de AIGA medaille van de American Institute of Graphic Arts. Cohen overleed in Manhattan op 4 oktober 2016.

## Werken (selectie)
- Boekomslag Hard Candy van Tennessee Williams (1954)
- Boekomslag Baby Doll van Tennessee Williams (1956)
- Boekomslag In the Winter of Cities van Tennessee Williams (1962)
- Belettering voor de Seagram Building, New York (1958)
- Belettering voor het gebouw van de Federal Aviation Agency (1962)
- Brochures voor de Girl Scouts of America[2]
- Catalogi voor diverse musea waaronder The Jewish Museum, Museum of Primitive Art, Museum of Modern Art van Rio de Janeiro